# Stranger in the House
Stranger in the House ("Een vreemdeling in huis") is een Britse film uit 1967, geregisseerd door Pierre Rouve. In de Verenigde Staten kwam hij uit met de titel Cop-Out. De film is gebaseerd op de roman Les Inconnus dans la Maison van Georges Simenon uit 1940. Die werd al in 1942 door Henri Decoin verfilmd als "Les Inconnus dans la Maison". De hoofdrollen in deze Britse versie worden gespeeld door James Mason en Geraldine Chaplin. Pierre Rouve schreef zelf het scenario voor de film; hij verplaatste de actie naar het moderne, hippe Engeland. Het is de enige langspeelfilm die hij regisseerde. De trendy stijl van de film deed denken aan die van Michelangelo Antonioni's Blowup, een film waarvan Rouve de executive producer was.
De roman van Simenon is later nog verfilmd door Georges Lautner als L'inconnu dans la Maison (1992, met Jean-Paul Belmondo) en door Rodney Gibbons als Stranger in the House (1997, met Bruce Dinsmore).

## Verhaal
De film vertelt het verhaal van de advocaat John Sawyer (James Mason) die aan de drank is geraakt nadat zijn vrouw hem heeft verlaten. Zijn rebelse dochter Angela (Geraldine Chapman) hangt met een bende jongeren rond Barney Teale (Bobby Darin). Wanneer haar Cypriotische minnaar (Paul Bertoya) valselijk wordt beticht van de moord op Barney, besluit hij om zijn verdediging op te nemen, en langs die weg van zijn verslaving af te raken en het respect van zijn dochter te herwinnen.

## Rolverdeling
| Acteur            | Personage         |
| ----------------- | ----------------- |
| John Sawyer       | James Mason       |
| Angela Sawyer     | Geraldine Chaplin |
| Barney Teale      | Bobby Darin       |
| Jo Christoforides | Paul Bertoya      |